# تیلورسر
تیلورسربه دومحله غربی و شرقی تقسیم میشود و از توابع عباس اباد است و  و از اولین و قدیمی ترین محله های سلمانشهربشمار میرود